# Ben Weinman
Pour les articles homonymes, voir Weinman.
Ben Weinman est un musicien américain originaire du New Jersey. Il est leader, cofondateur et guitariste principal du groupe The Dillinger Escape Plan ainsi que son dernier membre originel.

## Biographie
Ben Weiman suit des études à la Fairleigh Dickinson University à Madison, New Jersey, où il a reçu un diplôme en psychologie. Il poursuit ensuite des études de communication d'entreprise toujours à la Fairleigh Dickinson University. Ben Weinman, Chris Pennie, Dimitri Minakakis et Adam Doll commencent The Dillinger Escape Plan en 1997.
En 2012 il fonde le groupe Giraffe Tongue Orchestra avec William DuVall (Alice in Chains), Brent Hinds (Mastodon), Thomas Pridgen (The Mars Volta) et Pete Griffin (Dethklok, Zappa Plays Zappa). Leur premier album, Broken Lines, sort en septembre 2016.

## Matériel utilisé
Guitare :,
- Guitare LTD Deluxe H-1001 Micros EMG avec un système wireless intégré dans la guitare (live)
- Guitare ESP PS1 Xtone Paramount Series SemiHollow (studio)
- Guitare ESP HORIZON NT Black Micros EMG (studio)
- Ampli Mesa/Boogie Tripple Rectifier (anciennement)
- Ampli Mesa/Boogie Mark IV (à présent)
- Cabinet Mesa/Boogie 2x12 Half Back
- Pédale Guyatone - CB-3 COOL BOOSTER
- Pédale Guyatone - MD-3 MICRO DIGITAL DELAY
- Pédale Guyatone - MO-3 MICRO OCTAVER
- Pédale Guyatone - TZ-2 THE FUZZ
- Pédale Way Huge - Swollen Pickle (Fuzz)
- Pédale Morley - Wah Wah
- Système sans fil - Line 6 Relay G (Intégré directement dans la guitare)

Autres :
- Yamaha Keyboards
- Batterie

## Divers
- Ben Weinman et les autres membres du groupe sont accordés en Mi (E) standard[3].
- Il utilise un tirant de corde "regular" (10-46)[4].

## Discographie

### Remixes
| Year | Artist/Band          | Song                                                                                     | Album                                            |
| ---- | -------------------- | ---------------------------------------------------------------------------------------- | ------------------------------------------------ |
|      | Zach Hill            | "Untitled"                                                                               |                                                  |
|      | Iwrestledabearonce   | "Tastes Like Kevin Bacon"                                                                |                                                  |
|      | Lil' Wayne           | "Mr. Carter"                                                                             |                                                  |
|      | The Secret Handshake | "Too Young"                                                                              |                                                  |
| 2008 | Thrice               | "Digital Sea"                                                                            | Come All You Weary                               |
| 2009 | Candiria             | "Paradigm Shift"                                                                         | Toying with the Insanities, Volume II [Vinyl LP] |
| 2009 | Bring Me the Horizon | "No Need For Introductions, I've Read About Girls Like You on the Backs of Toilet Doors" | Suicide Season: Cut Up!                          |